# Denys Baptiste

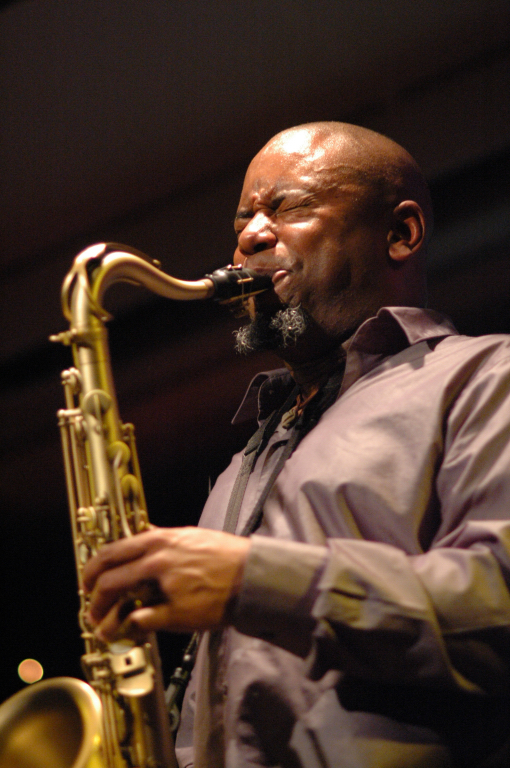
Baptiste 2005

Denys Baptiste (* 14. September 1969 in London) ist ein britischer Jazzmusiker (Sopransaxophon, Tenorsaxophon) des Modern Creative.

## Leben und Wirken
Baptiste wurde in den 1990er Jahren bekannt als Mitglied der Bands von Gary Crosby (Jazz Jamaica Allstars), Alex Wilson, Guy Barker und Tim Richards’ Formation Spirit Level, bevor er 1999 sein erstes Album unter eigenem Namen aufnahm, Be Where You Are, das für den Mercury Music Prize nominiert wurde und den MOBO-Award als Bester Jazz Act 1999 gewann.
Baptiste nahm danach zwei weitere Alben auf; im September 2003 entstand sein drittes Album Let Freedom Ring!. Es bezieht in Form einer vierteiligen Suite – Vorbilder sind Charles Mingus und Carla Bley – die berühmte Rede von Martin Luther King von 1965 ein. Es wurde 2004 für den MOBO-Award als Bestes Jazz-Ereignis nominiert; außerdem erhielt es 2004 den BBC Jazz Awards als Bestes neues Werk und Bestes Album sowie den Parliamentary Jazz Award als Bestes Album 2004.

## Diskographische Hinweise
- Be Where You Are (Dune Records, 1999)
- Alternating Currents (Dune, 2001)
- Let Freedom Ring! (Dune, 2003)
- Identity by Subtraction (2010)
- The Late Trane (2017)